# Luis Patti
Luis Abelardo Patti (Baigorrita, 26 de noviembre de 1952) es un expolítico y exagente de policía argentino. Fue líder del partido Partido Unidad Federalista, con el cual fue intendente de Escobar entre 1995 y 2003, y candidato a gobernador de Buenos Aires en 1999 y 2003 quedando en tercer y segundo lugar respectivamente. Fue elegido diputado nacional en 2005 pero la Cámara de Diputados resolvió que no debía asumir y le privó de sus fueros parlamentarios en razón de las acusaciones que pesaban contra él por crímenes de lesa humanidad cometidos durante la última dictadura cívico-militar argentina (1976-1983), las cuales dieron lugar a varios procesos judiciales contra Patti, quien fue condenado en 2011 a prisión e inhabilitación perpetuas.

## Carrera policial

### Primeros años
Patti nació en Baigorrita, Provincia de Buenos Aires y de niño trabajó en una panadería, por lo que solo cursó hasta 6º grado de la escuela primaria. Ingresó en la Escuela de Policía "Juan Vucetich" de la Policía Bonaerense a los 16 años y su primer asignación fue en los suburbios del norte de Buenos Aires en los partidos de Pilar y Escobar en 1970. El 30 de diciembre de 1971 recibió su primer ascenso cuando fue nombrado oficial subayudante segundo en Escobar. El 7 de marzo de 1975 se casó con Beatriz Isabelina Malagrida. Tiene cuatro hijos: Luis, Maximiliano, Ignacio (Nacho) y Macarena.

### Durante el tercer peronismo y la dictadura militar
Entre 1973 y 1976, Patti se desempeñó como oficial principal en la seccional de Escobar bajo las órdenes del comisario Zabaleta y durante la última dictadura militar fue asignado para trabajar en las seccionales, brigadas y unidades regionales de los partidos de Escobar, Tigre, Exaltación de la Cruz y San Martín. 
En 1975, también trabajó en el destacamento policial Otero, en Victoria, en el que funcionaba un centro clandestino de detención que estaba a cargo de oficiales del círculo íntimo del general Ramón Camps, quien fue el jefe de la Policía bonaerense desde abril de 1976 hasta diciembre de 1977 y condenado, ya en democracia, por delitos de lesa humanidad cometidos en ese período. Camps hizo anotar en su legajo varias felicitaciones, una de las cuales remitía a su accionar del 19 de febrero de 1977. Según la versión policial, ese día Patti y el cabo Jesús de la Cruz persiguieron a tres supuestos delincuentes que habían asaltado un comercio de Escobar, los alcanzaron y “ante la orden de detención los malvivientes responden con armas de fuego originándose un nutrido tiroteo en el que resultan abatidos los tres asaltantes" y por ello el jefe de Policía felicita al oficial subinspector Patti "por la encomiable labor desarrollada”. 
Entre los años 1974 y 1977, mientras trabajaba en la comisaría de Escobar, Patti estaba a cargo del área de inteligencia y recorría las fábricas de la zona buscando listados de delegados que luego fueron detenidos ilegalmente.
En 1982 fue sancionado por la propia jefatura de la Policía Bonaerense por vejar y agraviar a un subalterno. 
En 1983 Patti fue investigado y procesado por las muertes de Osvaldo Agustín Cambiaso y Eduardo Daniel Pereyra Rossi y sobreseído provisionalmente.

### Durante el período democrático desde 1983
Desde 1983 hasta 1992, cuando renunció al cargo, Patti se desempeñó en la Brigada de Investigaciones de San Martín, en la Dirección Cuerpos, en el Cuerpo de Caballería del Escuadrón San Isidro, en el Escuadrón de Caballería de San Isidro y La Matanza, en la U.R. San Martín, en la Comisaría 2º de Escobar, en la Comisaría 1º de Pilar, en el Grupo Operativo Halcón, en la Brigada Especial Operativo Halcón, en la Comisaría 1º de Florencio Varela y en la Subjefatura de Policía en La Plata. 
Durante este tiempo, en dos oportunidades fue pasado a la disponibilidad preventiva sin goce de sueldo, en 1990 y en 1991, debido a investigaciones judiciales que involucraron procesamientos y, en uno de los casos, su detención. Al retirarse había llegado a la categoría de inspector y comisario.

#### Actuación policial en el Caso María Soledad
En 1991 el entonces presidente Carlos Menem le encomendó, junto al jefe de la División Homicidios de la Policía Federal, comisario Enrique Saladino, la investigación del resonado caso de asesinato de la joven María Soledad Morales, en Catamarca. Estas designaciones provocaron que el juez que atendía el caso, Jorge Córdoba Ruiz de Huidobro, presentara su renuncia.
José Luis Ventimiglia fue testigo en una discusión entre Patti y el oficial de la Penitenciaria y abogado Alfredo Kershman. En esta, Patti acusó de traidor a Kershman por pertenecer a una fuerza policial y negarse a realizar apremios ilegales a los acusados y a los testigos. El juez tuvo que evitar que se tomaran a golpes de puño, y luego realizó varias quejas contra las actuaciones de Patti. A pesar de esto, el subsecretario de Justicia, César Arias, prorrogó el mandato del policía por pedido expreso del primer mandatario Carlos Menem.
La monja Martha Pelloni, dio a conocer el diálogo que mantuvo con Patti, apenas llegó a la provincia:

“Le advertí que no quería torturas, que eso no lo íbamos a permitir y él me respondió: ‘Hermana, hay casos en los que esa metodología es la única que da resultados’.”
Centro de Estudio Sociales y Legales Manual del buen Torturador.

Patti concluyó que se trataba de un crimen pasional, apartando de la causa y dudando de la culpabilidad del hijo de un poderoso político local (Guillermo Luque), hijo del diputado nacional peronista Ángel Luque). El 23 de febrero de 1991 Patti declaró a la prensa acerca de este tema:

“Guillermo ya fue condenado por la sociedad catamarqueña. Aunque se demuestre que es inocente, para la  gente seguirá siendo el culpable”. Está abatido moralmente, pero parece tener mucha confianza en la Justicia.”
Centro de Estudio Sociales y Legales Manual del buen Torturador.

En esas mismas declaraciones ante los cuestionamientos de la falta de un interrogatorio, a diferencia del resto de los acusados, dijo que “es el juez quien debe indagarlo”. Patti seguía sosteniendo la versión que incriminaba a Luis Tula y adelantaba que solo explicaría las razones por las que dejaba el caso, a la persona que confió en él, Carlos Menem.
Luego de estas declaraciones, el 2 de marzo, el diputado justicialista titular de la comisión pro-esclarecimiento, Miguel Marcolli explicó “Disiento con la tesis sostenida y mantenida en forma fraudulenta por el subcomisario Patti. Solicitó un informe forense a través de sus amigos, quienes han determinado una sobredosis de droga que cambiaría violentamente la carátula y lógicamente las penalidades previstas”. En esa hipótesis, según Marcolli, se reducía la participación de Luis Tula en el asesinato. Ese mismo día, el juez del caso, confirmó oficialmente en una conferencia de prensa que María Soledad Morales había muerto por sobredosis de cocaína y relevó del cargo a Patti por las múltiples acusaciones de apremios ilegales en su contra que fueron desestimadas en una causa penal.

## Carrera política
En 1993, Patti se retiró de la Policía y se unió al Partido Justicialista. Escribió una columna en el diario La Prensa y fue nombrado interventor del Mercado Central de Buenos Aires por el gobierno.
A pesar de las acusaciones en su contra, Patti fue elegido intendente de Escobar en 1995 con el 73% de los votos.
En 1999 intentó ser candidato a gobernador por el Partido Justicialista, el cual finalmente decidió no hacer elecciones internas y proclamar como su candidato a Carlos Ruckauf. Como consecuencia de esto y decidido a mantener su candidatura, decidió fundar un nuevo partido al que llamó Unidad Bonaerense, luego renombrado Partido Unidad Federalista (PA.U.FE). Ese mismo año fue reelecto en Escobar y fue candidato a gobernador de la Provincia de Buenos Aires, obteniendo el tercer lugar con el 7,7% de los votos.
En 2003 Luis Patti volvió a presentarse como candidato a gobernador de la provincia de Buenos Aires por el Paufe, secundado por la docente Silvia Leonor Barreiro. Su partido se posicionó como segunda fuerza provincial, alcanzando el 12 % de los votos.
En 2005 fue candidato a diputado nacional, apoyando desde el Paufe la candidatura a senadora nacional de Hilda González de Duhalde. Obtuvo 5,92% (más de 400.000 votos) y fue elegido diputado. Sin embargo, y a pesar de que su candidatura nunca fue impugnada y la Justicia Electoral le entregó el diploma que acreditaba su condición de diputado electo, su asunción fue impugnada por la Cámara de Diputados y se le impidió asumir. En su lugar asumió Dante Camaño.
El 8 de abril de 2008 la Corte Suprema de Justicia habilitó la asunción de Patti como diputado nacional. El día 17 del mismo mes, el juez federal Alberto Suárez Araujo, a instancias del fiscal Jorge Sica, pidió a la Cámara de Diputados el desafuero de Patti en el marco de la investigación por presuntas violaciones a los derechos humanos. El pedido fue aprobado por los Diputados el 24 de abril, y ese mismo día Patti fue detenido y trasladado al Penal de Marcos Paz.
En las elecciones legislativas de 2009, desde el penal donde está detenido, intentó ser candidato a diputado por el Frente con Vos Buenos Aires, pero la justicia le prohibió ser candidato[cita requerida].

### Amenazas contra testigos y el supuesto secuestro de Gerez
La noche del 27 de diciembre de 2006, Luis Gerez, un obrero de filiación peronista quien había testificado que Patti estaba a cargo de las sesiones de tortura a las que fue sometido en 1972, fue supuestamente secuestrado, reapareciendo dos días después, luego de un discurso del presidente en el que éste se refirió al caso, supuestamente mostrando signos de maltrato.
Gerez afirmó haber recibido amenazas desde su testimonio del 20 de abril. La desaparición de Gerez fue interpretada por el Gobierno como un mensaje proveniente de grupos opuestos a la reapertura de casos contra criminales de la dictadura de 1976, junto a la desaparición de Jorge Julio López, un testigo en el juicio a Miguel Etchecolatz, quien se encuentra desaparecido desde septiembre de 2006. Otras dos personas que testificaron en contra de Patti, Orlando Ubiedo y Hugo Esteban Jaime, recibieron amenazas durante noviembre y diciembre de 2006.

Patti negó cualquier relación con las amenazas y el secuestro de Gerez, y alegó no recordar si Gerez estuvo detenido bajo su responsabilidad porque "fue hace treinta años". Acusó a otros de hacer un uso político del secuestro.
Escuchas telefónicas implementadas para rastrear posibles llamadas de los secuestradores sugerían que el propio Gerez, su concubina y otros allegados podrían estar involucrados, llevando a la policía a considerar la posibilidad del autosecuestro por razones de internas políticas. Gerez declaró al respecto que "todo el mundo tiene derecho a la duda. Yo no los culpo por eso. Todo está en la voluntad que tengan para entender lo que les digo".

## Causas judiciales

### Caso Di Battista
Patti fue investigado y juzgado por la justicia de la provincia de Buenos Aires en 1976 por supuestas torturas al detenido Julio Di Battista y el juez Clodomiro Luque lo sobreseyó provisionalmente, lo cual nunca fue apelado. 

### El caso Cambiaso y Pereyra Rossi
El 14 de mayo de 1983, los militantes justicialistas Osvaldo Cambiaso y Eduardo Pereyra Rossi conversaban en el bar Magnum, ubicado en la esquina de Córdoba y Ovidio Lagos, en Rosario, fueron secuestrados por un grupo parapolicial y tres días después sus cuerpos aparecieron baleados en la localidad bonaerense de Zárate. El 17 de mayo el Ministerio de Interior de la Nación y la Jefatura de Policía de la Provincia de Buenos Aires informaron que habían sido “abatidos en un enfrentamiento” con efectivos del Comando Radioeléctrico de la Unidad Regional de Tigre. Los policías involucrados eran los suboficiales Rodolfo Diéguez, Juan Amadeo Spataro y el oficial principal Luis Abelardo Patti.
Los peritajes demostraron que ambos fueron golpeados y torturados antes de morir, refutando la tesis de enfrentamiento. 
El sangriento episodio conmovió a la opinión pública. El caso Cambiaso y Pereyra Rossi se sumó a una treintena de hechos intimidatorios que se habían registrado en los primeros meses de 1983, en perjuicio de militantes populares, magistrados, y hasta exfuncionarios del propio gobierno militar que se atrevieron a formular algunas críticas, tal como lo consignó en su momento el diario La Voz. Dirigentes de distintas tendencias políticas, reunidos en una conferencia de prensa, hicieron responsable “a un sector del Ejército” y agregaron que el gobierno “se transforma en cómplice de este asesinato al pretender que los militantes peronistas murieron en un enfrentamiento”. Poco después, a instancias del Centro de Estudios Legales y Sociales (CELS), abogados de diferentes corrientes políticas conformaron una Comisión Investigadora gracias a la cual el juez Marchetti, dispuso la prisión preventiva de los tres agentes de la Bonaerense y caratuló las actuaciones como “homicidio calificado reiterado” y ordenó además la detención del médico policial José Gobbi, quien trabajaba en la seccional de Lima y tuvo a su cargo la primera autopsia sobre los cadáveres, y del comisario Carlos Pascual Guaragna, quien había ordenado que el examen se realizara en condiciones que fueron definidas como “viciadas”; ambos fueron acusados de falso testimonio y falsificación de documento público.
Para ese entonces, el juez rosarino Jorge Eldo Juárez, que investigaba la denuncia de los secuestros, había remitido ya todas las actuaciones al doctor Marchetti y pedido la unificación de las causas. Juárez fue amenazado de muerte en reiteradas oportunidades, lo mismo que varios militantes de derechos humanos. La decisión de Marchetti se basaba en el informe de los peritos designados por la Suprema Corte de Justicia Bonaerense, que había determinado que los policías involucrados dispararon a quemarropa. El 21 de junio de 1983, la Policía de la provincia de Buenos Aires presentó un recurso de habeas corpus en favor de los tres policías procesados. En tanto, el doctor Pedace confirmó que Pereyra Rossi también había sido torturado. El 4 de noviembre, la Cámara Segunda de Apelaciones de San Nicolás confirmó el sobreseimiento provisorio de los tres policías acusados y ratificó así el pronunciamiento previo del juez Marchetti. 
En marzo de 1998, el diputado provincial santafesino Orlando Barquín, reflotó el tema con un proyecto para que “se agoten y arbitren todos los recursos disponibles para el total esclarecimiento del hecho”. Ethel y Gladys Cambiaso presentaron, en junio de 1999, ante el juez español Baltasar Garzón una denuncia contra Bignone y Patti por asociación ilícita, homicidio calificado y secuestro.
La investigación judicial del caso Cambiaso-Pereyra Rossi estuvo paralizada por más de dos décadas, a partir del sobreseimiento de Patti, pero en 2005 fue reactivada por los querellantes y el fiscal federal Juan Murray. La Cámara de Apelaciones de Rosario aceptó reunirse con los diputados Remo Carlotto y Victoria Donda, y con funcionarios de las secretarías de Derechos Humanos nacional y bonaerense.

### Caso Bársola y Guerrero
En 1990 Patti fue encarcelado durante 28 días en una causa por supuestos apremios ilegales a hombres acusados de robo; estos declararon haber sido trasladados a una casa en las afueras de Pilar, donde uno de ellos, Mario Bársola, fue golpeado y sometido a la tortura del submarino seco. También testificaron que Patti conectó una batería a un aparato eléctrico y le aplicó corriente en los testículos, y cuando la otra persona, Miguel Guerrero le suplicó que se detuviera comenzó a aplicarle corriente a él también.
El juez Raúl Alberto Borrino de Vicente López ordenó la detención de Patti acusado de apremios ilegales. El propio Borrino le comunicó a Patti que sería detenido, después de indagarlo durante siete horas. Ese mismo día Patti tomó «licencia médica» debido a «un síndrome depresivo», por lo que no fue detenido. Patti realizó declaraciones periodísticas. Finalmente, Patti se puso a disposición de la justicia y fue dictada su prisión preventiva acusado de tormentos reiterados. Por su parte, Patti insistió con que Guerrero y Barsola «se autotorturaron» y agregó «está es una metodología bastante común, que todos conocemos».
Luego de presiones varias en favor de Patti, como manifestaciones convocadas por la Sociedad de Comerciantes e Industriales de Pilar, Fuerza Vecinal de San Isidro y Cruzada Cristiana Anticomunista, declaraciones  del en aquel momento presidente Carlos Menem, declaraciones televisivas y radiales de Rolando Hanglin, Mariano Grondona, Bernardo Neustadt y Gerardo Sofovich, entre otros, presiones a periodistas, diputados y al mismo juez por parte de un autodenominado «Comando de Interfuerzas Policiales (CIPA)». El 23 de octubre la Sala I de la Cámara Penal de San Isidro aceptó la recusación de Borrino que había presentado la defensa de Patti por supuesta «enemistad manifiesta, odio contra el subcomisario, apasionamiento y temible parcialidad». Asimismo, anuló la prisión preventiva y el juez Raúl Casal sobreseyó provisional a Patti, lo cual en esta oportunidad tampoco fue apelado.
El 16 de noviembre, el subdirector general de Seguridad de la Bonaerense puso en funciones a Patti, nuevamente al frente de la comisaría de Pilar. A pesar de que el jefe de la Policía Bonaerense, Osvaldo Samohano, había declarado que Patti, luego de su liberación, seguiría
suspendido, sin goce de sueldo y sin permiso para usar uniforme ni armas hasta que finalizara el sumario administrativo, en 60 días.

### Gastón Goncalvez y Ana María del Carmen Granada.
En 2007, Luis Patti fue detenido acusado de privación ilegítima de la libertad en el marco de la causa que investiga la desaparición y el asesinato de Gastón Goncalvez y Ana María del Carmen Granada.
Previamente el Juez Juan Carlos Marchetti había ordenado su procesamiento por homicidio reiterado calificado, cinco meses más tarde fue desprocesado.
Sus seguidores aseguran que la causa en su contra fue montada por el gobierno nacional y que Patti es un "perseguido político".
Sus abogados defensores pidieron y lograron su libertad, tras 145 días preso, argumentando que el fallo de 2008 de la Corte Suprema de Justicia que lo habilitó para asumir como diputado nacional le otorgaba inmunidad. Sin embargo, Patti volvió a prisión tras ser desaforado por la Cámara de Diputados el 24 de abril.

### Cadena perpetua
El 14 de abril de 2011, el Tribunal Oral Federal 1 de San Martín (Buenos Aires), integrado por los jueces Lucila Larrandart, Horacio Segretti y María Lucía Cassaín sentenció a cadena perpetua en cárcel común al exgeneral Santiago Omar Riveros, al exdictador Reynaldo Bignone, al exagente de inteligencia del Ejército Martín Rodríguez y al propio ex comisario Luis Abelardo Patti por las causas de asesinato, durante la última dictadura militar Argentina, de Gastón Gonçalvez, del exdiputado nacional Diego Muñiz Barreto, entre otros crímenes de lesa humanidad. 
La titular de Abuelas de Plaza de Mayo, Estela de Carlotto, en referencia al fallo se expresó "Es un día muy importante para toda la Argentina. Esto sana y cura y permite no olvidar. Pero todavía falta mucho".
Luis Patti fue condenado a la pena de prisión perpetua por crímenes de lesa humanidad cometidos durante la última dictadura militar, la cual deberá cumplir en una cárcel del Servicio Penitenciario Federal. El Tribunal Oral Federal Uno de San Martín lo consideró «partícipe primario» del delito de «homicidio doblemente agravado por alevosía y concurso premeditado de dos o más personas», además de responsable de «allanamientos ilegales; privación ilegítima de la libertad e imposición de tormentos». De esta forma, fue hallado culpable por el crimen del militante Gastón Gonzalvez, el secuestro y posterior asesinato del exdiputado nacional Diego Muñiz Barreto, entre otros casos de privaciones ilegítimas de la libertad, torturas y desapariciones ocurridas en la zona de Escobar y Garín, en la zona Norte, cuando era oficial de la comisaría local.
Además, los jueces Lucila Larrandart, Horacio Segretti y María Lucía Cassaín también condenó a la misma pena al expresidente de facto Reynaldo Bignone; al titular del Comando de Institutos Militares de Campo de Mayo Santiago Omar Riveros; y el exoficial de inteligencia del Primer Cuerpo del Ejército Martín Rodríguez, mientras que el ex Comisario de Escobar Juan Fernando Meneghini recibió la pena de seis años de prisión.
Sin embargo, y debido a problemas de salud, en septiembre de 2017, el juez del Tribunal Federal Oral de Rosario, Omar Paulucci le concedió el beneficio de la prisión domiciliaria, la cual iba a cumplir en un country de la ciudad de Escobar, Provincia de Buenos Aires. A pesar de que este fallo fue apelado, la Sala I de la Cámara Federal de Casación Penal, en abril de 2018, ratificó el mismo.